# 博扬·波波维奇
博扬·波波维奇（1983年2月13日—），塞尔维亚男子篮球运动员。他曾代表塞尔维亚和黑山参加2003年夏季世界大学生运动会和2006年国际篮联世界锦标赛。